# Francesco Ferreri
Francesco Ferreri (n. 14 octombrie 1740 – d. 4 noiembrie 1813, București, Țara Românească) a fost un cleric romano-catolic, călugăr din Ordinul pasionist și episcop al episcopiei romano-catolice de Nicopolis ad Istrum, cu sediul la Ruse, care administra la aceea perioadă Serbia, Bulgaria și Valahia, administrator al Vicariatului Apostolic al Valahiei .

## Istorie
Începând cu anul 1806, din cauza dificultăților avute în practicarea cultului catolic în Bulgaria, unde avea reședintă Francesco Ferreri, se mută în Țara Românească, unde fixează ca reședință satul Cioplea, aflat la marginea Bucureștiului. Despre acest episcop, datele sunt puține, în primul rând din cauza faptului că toată arhiva a ars, împreună cu toate documentele cu care venise din Bulgaria în Valahia. Singurele documente sunt cele editate de acest episcop, precum și cele care se află la Congregația Propaganda Fide respectiv la Ministerul de Externe al Austriei, pe care le-a reprodus Nicolae Iorga în Studii și documente cu privire la istoria românilor, vol. II, Acte relative la istoria cultului catolic în Principate, 1782-1829, Extrase din corespondența consulară austriacă, privitoare la istoria Bisericii Catolice în Principate.